# Firmiana fulgens
Firmiana fulgens är en malvaväxtart som först beskrevs av Nathaniel Wallich och Masters, och fick sitt nu gällande namn av Edred John Henry Corner. Firmiana fulgens ingår i släktet Firmiana och familjen malvaväxter. Inga underarter finns listade i Catalogue of Life.